# Anibal Tejada
Anibal Tejada, teljes neve Aníbal C. E. Tejada (Montevideo, 1893. április 7. – Montevideo, 1945. augusztus 1.) uruguayi nemzetközi labdarúgó-játékvezető, edző.

## Pályafutása

### Nemzeti játékvezetés
1925-ben lett az I. Liga játékvezetője. A nemzeti játékvezetéstől 1942-ben vonult vissza.

### Nemzetközi játékvezetés
A Uruguayi labdarúgó-szövetség Játékvezető Bizottsága (JB) terjesztette fel nemzetközi játékvezetőnek, a Nemzetközi Labdarúgó-szövetség (FIFA) 1926-tól tartotta nyilván bírói keretében. A FIFA JB központi nyelvei közül a spanyolt beszélte. Több nemzetek közötti válogatott és klubmérkőzést vezetett, vagy működő társának partbíróként segített. Az aktív nemzetközi játékvezetéstől 1942-ben búcsúzott. Válogatott mérkőzéseinek száma: 20.

#### Labdarúgó-világbajnokság
A világbajnoki döntőkhöz vezető úton Uruguayban rendezték az I., az 1930-as labdarúgó-világbajnokságot, ahol a FIFA JB játékvezetőként alkalmazta. A FIFA JB korabeli elvárásának megfelelően a nem működő játékvezetők az aktív társuknak segítettek partbíróként. Világbajnokságokon vezetett mérkőzéseinek száma: 2 + 1 (partbíró).

##### 1930-as labdarúgó-világbajnokság
A világbajnokság első büntetőjét ítélte Chile javára, a végrehajtó játékos nem tudta értékesíteni a lehetőséget.

###### Világbajnoki mérkőzés
| Időpont          | Helyszín                                | Mérkőzés típusa              | Mérkőzés             | Eredmény | Nézők száma |
| ---------------- | --------------------------------------- | ---------------------------- | -------------------- | -------- | ----------- |
| 1930. július 14. | Estadio Gran Parque Central, Montevideo | csoportmérkőzés (2. csoport) | Jugoszlávia–Brazília | 2 – 1    | 24 059      |
| 1930. július 19. | Estadio Centenario, Montevideo          | csoportmérkőzés (1. csoport) | Chile–Franciaország  | 1 – 0    | 2000        |

#### Copa América
Chile a 10.,  az 1926-os Copa América, Argentína a 12., az 1929-es Copa América, Argentína a 14., 1937-es Copa América,  Chile a 16., 1941-es Copa América valamint Uruguay a 17., az 1942-es Copa América tornát rendezte, ahol a Dél-amerikai Labdarúgó-szövetség (CONMEBOL) JB bíróként foglalkoztatta.

##### 1926-os Copa América

###### Copa América mérkőzés
| Időpont           | Helyszín                                  | Mérkőzés típusa | Mérkőzés          | Eredmény | Nézők száma |
| ----------------- | ----------------------------------------- | --------------- | ----------------- | -------- | ----------- |
| 1926. október 16. | Sport de Ñuñoa Stadion, Santiago de Chile | csoportmérkőzés | Argentína–Bolívia | 5 – 0    | 8000        |
| 1926. október 23. | Sport de Ñuñoa Stadion, Santiago de Chile | csoportmérkőzés | Bolívia–Paraguay  | 1 – 6    | 2000        |
| 1926. november 3. | Sport de Ñuñoa Stadion, Santiago de Chile | csoportmérkőzés | Chile–Paraguay    | 5 – 1    | 8000        |

##### 1929-es Copa América

###### Copa América mérkőzés
| Időpont          | Helyszín                        | Mérkőzés típusa | Mérkőzés       | Eredmény | Nézők száma |
| ---------------- | ------------------------------- | --------------- | -------------- | -------- | ----------- |
| 1929. november 3 | Gasómetro Stadion, Buenos Aires | csoportmérkőzés | Argentína–Peru | 3 – 0    | 20 000      |

##### 1937-es Copa América

###### Copa América mérkőzés
| Időpont            | Helyszín                         | Mérkőzés típusa | Mérkőzés           | Eredmény | Nézők száma |
| ------------------ | -------------------------------- | --------------- | ------------------ | -------- | ----------- |
| 1936. december 30. | Gasómetro Stadion, Buenos Aires  | csoportmérkőzés | Argentína–Chile    | 2 – 1    | 35 000      |
| 1937. január 6.    | Gasómetro Stadion, Buenos Aires  | csoportmérkőzés | Uruguay–Peru       | 4 – 2    | 20 000      |
| 1937. január 16.   | Gasómetro Stadion, Buenos Aires  | csoportmérkőzés | Argentína–Peru     | 1 – 0    | 40 000      |
| 1937. január 17.   | Gasómetro Stadion, Buenos Aires  | csoportmérkőzés | Paraguay–Chile     | 3 – 2    | 12 000      |
| 1937. január 24.   | Monumental Stadion, Buenos Aires | csoportmérkőzés | Paraguay–Peru      | 0 – 1    | 8000        |
| 1937. január 30.   | Gasómetro Stadion, Buenos Aires  | csoportmérkőzés | Argentína–Brazília | 1 – 0    | 65 000      |
| 1937. február 1.   | Gasómetro Stadion, Buenos Aires  | rájátszás       | Argentína–Brazília | 2 – 0    | 80 000      |

##### 1941-es Copa América

###### Copa América mérkőzés
| Időpont           | Helyszín                           | Mérkőzés típusa | Mérkőzés          | Eredmény | Nézők száma |
| ----------------- | ---------------------------------- | --------------- | ----------------- | -------- | ----------- |
| 1941. február 16. | Nemzeti Stadion, Santiago de Chile | csoportmérkőzés | Argentína–Ecuador | 6 – 1    | 70 000      |
| 1941. március 4.  | Nemzeti Stadion, Santiago de Chile | csoportmérkőzés | Argentína–Chile   | 1 – 0    | 70 000      |

##### 1942-es Copa América

###### Copa América mérkőzés
| Időpont          | Helyszín                     | Mérkőzés típusa | Mérkőzés       | Eredmény | Nézők száma |
| ---------------- | ---------------------------- | --------------- | -------------- | -------- | ----------- |
| 1942. január 14. | Központi Stadion, Montevideo | csoportmérkőzés | Brazília–Chile | 6 – 1    | 10 000      |
| 1942. január 25. | Központi Stadion, Montevideo | csoportmérkőzés | Argentína–Peru | 3 – 1    | 12 000      |
| 1942. január 28. | Központi Stadion, Montevideo | csoportmérkőzés | Peru–Ecuador   | 2 – 1    | 40 000      |

## Sportvezetőként
A játékvezetésen túl edzői tevékenységet is végzett klubcsapatnál és az Uruguayi labdarúgó-válogatott élén.
Edzőként dolgozott
- 1944-ben a CA Peñarol csapattal bajnokságot szerzett,
- 1945-1946 között az Uruguayi labdarúgó-válogatottnál,
- 1946 CA Peñarolral megnyerte a Cup of Rio Branco kupát,

## Írásai
Könyv szerzője: A  labdarúgás szabályai – Las leyes del Futbol y sus interpretaciones (1942).